# Jill Magid
Jill Magid   (Bridgeport, 25 de febrer de 1973) és una artista multimèdia i performer que viu i treballa a Nova York. Magid fa servir una gran varietat de mitjans en les seves performances i instal·lacions, que giren al voltant del concepte de la vigilància associat als múltiples dispositius i cossos de seguretat amb què conviuen les societats d'avui per a sentir-se protegides. Jill Magid observa la tendència que tenen aquests sistemes d'enregistrar les persones com a anònimes i paradoxalment invisibles, i hi intervé amb la finalitat de trobar una intimitat entre les tecnologies.